# Tekirdağ (stad)
Tekirdağ is een stad in Europees-Turkije en is de hoofdstad van de gelijknamige provincie Tekirdağ. In 2020 had de stad 203.617 inwoners. De stad ligt aan de Zee van Marmara, ongeveer 135 kilometer ten westen van Istanboel. Het is een eeuwenoude stad, en werd al in de tijd van Herodotus genoemd.
Tekirdağ is bekend vanwege de lokalen die raki en köfte maken.

## Geschiedenis
De plaats werd door de Grieken gesticht in de 7e eeuw voor Christus als Bisanthe. In de 1e eeuw voor Christus stond de stad bekend als Rhaedestus en was het de hoofdstad van Thracië. In de 14e eeuw werd de stad ingenomen door de Ottomanen. De Ottomaanse architect Sinan bouwde in de 16e eeuw de Rüstem Paşa-moskee en de bazar. De haven van Tekirdağ bediende onder meer Edirne maar haar rol werd na 1896 overgenomen door Dedeağaç (nu Alexandroupolis in Griekenland).

## Geboren in Tekirdağ
- Henri Verneuil (1920-2002), Frans filmregisseur

- Bibliothèque nationale de France: cb16195648w (data)
- Gemeinsame Normdatei: 4412679-7
- Library of Congress Control Number: n2011057271
- Nationale Bibliotheek van Tsjechië: ge1124153
- Nationale Bibliotheek van Israël: 987007508275105171
- Virtual International Authority File: 96144647647676569749
- WorldCat: E39PCjJ84xFfpDptxbMDb7bt83